# Powiat Kutnowski
Der Powiat Kutnowski ist ein Powiat (Kreis) in der polnischen Woiwodschaft Łódź. Der Powiat hat eine Fläche von 886,3 km², auf der 102.000 Einwohner leben.

## Gemeinden
Der Powiat umfasst elf Gemeinden, davon eine Stadtgemeinde, drei Stadt-und-Land-Gemeinden und sieben Landgemeinden.

### Stadtgemeinde
- Kutno

### Stadt-und-Land-Gemeinden
- Dąbrowice
- Krośniewice
- Żychlin

### Landgemeinden
- Bedlno
- Krzyżanów
- Kutno
- Łanięta
- Nowe Ostrowy
- Oporów
- Strzelce